# CHERRISK
A CHERRISK by UNIQA egy 2018. szeptember 17-én indult, magyar fejlesztésű és magyarországi központú online biztosítási platform. Az insurtech startup mögött az osztrák UNIQA Group áll. A platform fejlesztése 2017-ben kezdődött, az ötletgazda Kurtisz Krisztián Insurance 2.0 modellje alapjain.
A CHERRISK 2019-ben elindította saját alkalmazását is, amelyet eleinte CherryGO, később pedig CHERRISK GO néven tett elérhetővé.
A modell 2020-ban megkezdte a nemzetközi terjeszkedést is, miután az év áprilisában megkezdte a nyilvános bétatesztelést Németországban.
A CHERRISK ökoszisztémában 2020. júniusáig több, mint 150 ezer felhasználó regisztrált.

## Technológia
A CHERRISK egy önkiszolgáló biztosítási platform, amelyen 100%-ban (és kizárólag) online lehet biztosítási ügyeket intézni. A különböző folyamatokon a CHERRISK digitális asszisztense, Emma kíséri végig a felhasználókat.

## Nemzetközi terjeszkedés
A CHERRISK modell egy másfél éves magyarországi pilot után 2020 áprilisában megkezdte a nemzetközi terjeszkedést is. A modell elsőként Németországba lépett be. Ez nem pusztán a CHERRISK, de a teljes UNIQA Group német piacralépését is jelentette.

## Termékek
A CHERRISK-en a következő standardizált lakossági biztosítási termékek érhetők el:
- CHERRISK Balesetbiztosítás
- CHERRISK Lakásbiztosítás
- CHERRISK Külföldi Utasbiztosítás
- CHERRISK Belföldi Utasbiztosítás
- CHERRISK Útlemondás biztosítás

## Díjak, elismerések
- 2018 – E-Banking Summit and Awards – Insurtech of the Year[forrás?]
- 2018 – Az Év Honlapja szolgáltatói különdíj[forrás?]
- 2018 – Wolters Kluwer Jogászdíj („Az év csapata pénzügyek és biztosítások kategóriában”)[forrás?]
- 2020 – Most Innovative Insurance Solutions | Hungary 2020[forrás?]
- 2020 – Hunfintech 20/20[forrás?]

## Vállalati felelősségvállalás
A CHERRISK by UNIQA működésének a kezdetektől fogva fontos eleme a különböző jótékonysági célok támogatása. Az ökoszisztéma felhasználói 2020 júniusáig 25-nél is több jótékonysági célt támogattak összesen több, mint 12 millió forinttal. A jótékonykodáshoz 2020. közepétől már biztosításra sincs szüksége a felhasználóknak, ugyanis a célok támogatásához elég csupán telepíteniük és használniuk a CHERRISK GO nevű alkalmazást.

### Sport
A CHERRISK Lubics Szilvia, magyar hosszútávfutó és ultramaratonista, az Ultrabalaton és a Spartathlon többszörös győztesének támogatója.

## CHERRISK GO alkalmazás
A CHERRISK 2019 júniusában indította el alkalmazását, amelynek célja, hogy aktívabb, egészségesebb életre buzdítsa felhasználóit. A CHERRISK GO nevű alkalmazás virtuális cserkókkal jutalmazza a felhasználókat, akik ezeket a „pontokat” különböző kedvezményekre, vagy jótékonysági célok támogatására válthatják be.

## Vezetőség, alapítók
- Kurtisz Krisztián, ügyvezető igazgató, alapító
- Fazekas Ferenc, ügyvezető igazgató
- Matócza Szabina, Head of Innovation & Development
- dr. Turi Petra LL.M., Head of Legal
- Györke Ádám, Head of Sales & Marketing
- dr. Kovács Gergely, Head of Operetion (Alapító)
- Imre Kata, Head of PR & Communication (Alapító)
- Pulay Zsófia, Head of Strategy & Business development
- dr. Gulyás Éva, Head of Finance
- Sipőcz Iván, Head of HR
- Baksa János, Alapító, UI & UX & Design
- Szőke Péter, Alapító, Insurance Products
- Buzinkay László, Alapító, Sales & Gamification
- Lisz Dániel, Alapító, UI & UX & Design